# Catoptria laevigatellus
Catoptria laevigatellus is een vlinder uit de familie grasmotten (Crambidae). De wetenschappelijke naam is voor het eerst geldig gepubliceerd in 1870 door Lederer.
De soort komt voor in Europa.